# گینت اشنازر
گینت اشنازر (به انگلیسی: Giant Schnauzer)، نام یکی از نژادهای سگ است که خاستگاه آن به آلمان بازمی‌گردد. این نژاد در حالت بالغ به‌طور میانگین ۳۵–۴۷ کیلوگرم (۷۷–۱۰۴ پوند) وزن دارد. قد جنس نر گینت اشنازر ۶۵–۷۰ سانتیمتر (۲۵٫۵–۲۷٫۵ اینچ) است و قد جنس مادهٔ آن ۶۰–۶۵ سانتیمتر (۲۳٫۵–۲۵٫۵ اینچ). گینت اشنازر در هر بار زایمان ۵ تا ۸ توله می‌زاید.